# آکسوتومی
آکسوتومی (به انگلیسی: Axotomy) نوعی عمل جراحی مغز و اعصاب می‌باشد که در آن اقدام به قطع عصب می‌شود.
آکسوتومی از دو قسمت Axo به معنی عصب و tomy به معنی جراحی (برش) تشکیل شده است.
این عمل جراحی معمولاً برای مطالعات تجربی بر روی فیزولوژی نورون‌ها (یاخته‌های عصبی) و مرگ  و بقای نورون‌ها  در جهت درک بهتر بیماری‌های سیستم عصبی مورد استفاده قرار می‌گیرد.
آکسوتومی ممکن است باعث مرگ سلول‌های عصبی شود به خصوص در رویان، شیرخوار حیوانات شود.